# 王甫 (天順進士)
王甫（1429年—？），字君美，直隸保定府易州人，明朝政治人物。進士出身。

## 生平
順天府鄉試第一百九十三名。天順四年（1460年）庚辰科會試第一百四十一名，殿試登進士第三甲第七十五名。

## 家族
曾祖王從善。祖父王銘。父亲王傑。